# Anomalia geoidal

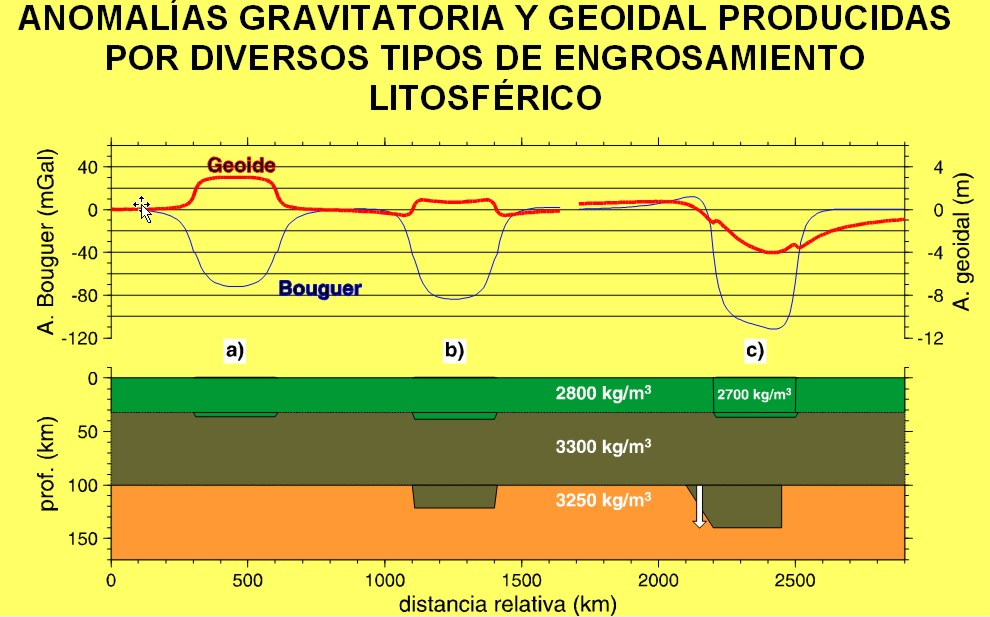
Anomalies geoidal i gravimètrica produïdes per diferents canvis de gruix de l'escorça terrestre (verd) i del mantell litosfèric (marró) respecte a una geometria de referència.

L'anomalia geoidal, també coneguda com a  alçada geoidal, és la diferència existent entre l'altura del geoide en un determinat lloc d'un planeta i l'alçada esperable basant-se en un determinat el·lipsoide de referència a un determinat model de densitat planetària de referència. Si aquesta és positiva, significa que el geoide està situat a la part superior de l'el·lipsoide amb la una magnitud especificada en metres; si és negativa aleshores el geoide es troba a la part inferior.
L'anomalia geoidal es mesura mitjançant satèl·lits observant amb precisió les pertorbacions de la seva òrbita. També es pot obtenir mitjançant observacions gravimètriques utilitzant el mètode de Stokes-Helmert, a més d'altres mètodes. Sol representar-se en forma de mapes i és expressada habitualment en metres. Mitjançant el modelatge de l'anomalia geoidal, com amb l'anomalia gravitatòria és possible determinar la distribució de densitat a l'interior d'un planeta.